# Eurygyrus lohmanderi
Eurygyrus lohmanderi är en mångfotingart som beskrevs av Hoffman 1972. Eurygyrus lohmanderi ingår i släktet Eurygyrus och familjen Schizopetalidae. Inga underarter finns listade i Catalogue of Life.